# Luca Ivesic
Luca Ivesic (17 april 1995) is een Luxemburgs voetballer die speelt als doelman. Hij is de kleinzoon van voetballer Marcel Bertoldo en de broer van Tom Ivesic.

## Carrière
Ivesic speelde voor de jeugdploegen van het Franse FC Metz, F91 Dudelange en het Duitse SSV Jahn Regensburg. Hij maakte zijn profdebuut voor UN Käerjéng 97 en speelde van 2018 tot 2020 voor Jeunesse Esch. Hij maakte in 2020 de overstap naar US Rumelange.